# Епали Сен Марсел
Епали Сен Марсел (фр. Espaly-Saint-Marcel) насеље је и општина у централној Француској у региону Оверња, у департману Горња Лоара која припада префектури Пиј ан Веле.
По подацима из 2011. године у општини је живело 3514 становника, а густина насељености је износила 558,66 становника/km². Општина се простире на површини од 6,29 km². Налази се на средњој надморској висини од 650 метара (максималној 892 m, а минималној 618 m).

## Демографија
| 1962. | 1968. | 1975. | 1982. | 1990. | 1999. | 2011. |
| ----- | ----- | ----- | ----- | ----- | ----- | ----- |
| 2.775 | 2.990 | 3.632 | 3.516 | 3.516 | 3.552 | 3.514 |

График промене броја становника у току последњих година